# Emmen (Hankensbüttel)
Emmen ist ein Ortsteil von Hankensbüttel, einer Gemeinde im Landkreis Gifhorn in Niedersachsen.

## Geographie

### Lage
Emmen liegt im Norden des Landkreises Gifhorn, rund 28 Kilometer von der Kreisstadt Gifhorn entfernt. Die Landschaft um Emmen gehört zur östlichen Südheide. Östlich von Emmen verlaufen die Ise und der Elbe-Seitenkanal, südlich von Emmen liegt der 104 Meter hohe Prachelberg. Durch Emmen fließt der Emmer Bach, der das Dorf in Nord-Süd-Richtung in zwei Hälften teilt und südöstlich von Emmen in die Ise mündet.

## Geschichte
1225 bestand Emmen aus 8 Feuerstellen und der Wassermühle.
In der Franzosenzeit gehörte Emmen zum Departement der Aller des Königreichs Westphalen. 1885 wurde der Kreis Isenhagen gegründet, dem Emmen angehörte. Zuvor gehörte Emmen zum Amt Isenhagen.
Im Jahre 1900 wurde die Freiwillige Feuerwehr Emmen gegründet. Im Ersten Weltkrieg verloren von 1914 bis 1919 achtzehn Männer aus der damaligen Gemeinde Emmen ihr Leben, die Namen der gefallenen Soldaten sind auf dem Kriegerdenkmal in Emmen verzeichnet. 1932 wurde der Kreis Isenhagen aufgelöst, seitdem gehört Emmen zum Landkreis Gifhorn.
Am 1. März 1974 wurde Emmen im Zuge der Gebietsreform in Niedersachsen in die Gemeinde Hankensbüttel eingegliedert, die Gemeinde Emmen wurde in diesem Zusammenhang aufgelöst.

### Einwohnerentwicklung
| Jahr      | 1910 | 1925 | 1933 | 1939 | 2008 |
| --------- | ---- | ---- | ---- | ---- | ---- |
| Einwohner | 341  | 383  | 398  | 366  | 851  |

## Religion
Die Region um Emmen wurde durch die Reformation protestantisch geprägt. Evangelisch-lutherische Einwohner gehören zur Kirchengemeinde Hankensbüttel mit der St.-Pankratius-Kirche in Hankensbüttel, Katholiken zur Pfarrei Maria Königin in Wittingen.

## Wappen
Das Wappen zeigt die Farben der Gemeinde Hankensbüttel, grün und weiß, sowie ein frühgeschichtliches Haus aus dem 7. Jahrhundert nach Christus, das im 20. Jahrhundert in Emmen entdeckt wurde.

## Kultur und Sehenswürdigkeiten

### Musik
Der Musikzug Emmen ging 1973 als Blaskapelle aus dem 1968 gegründeten Spielmannszug hervor.

### Bauwerke

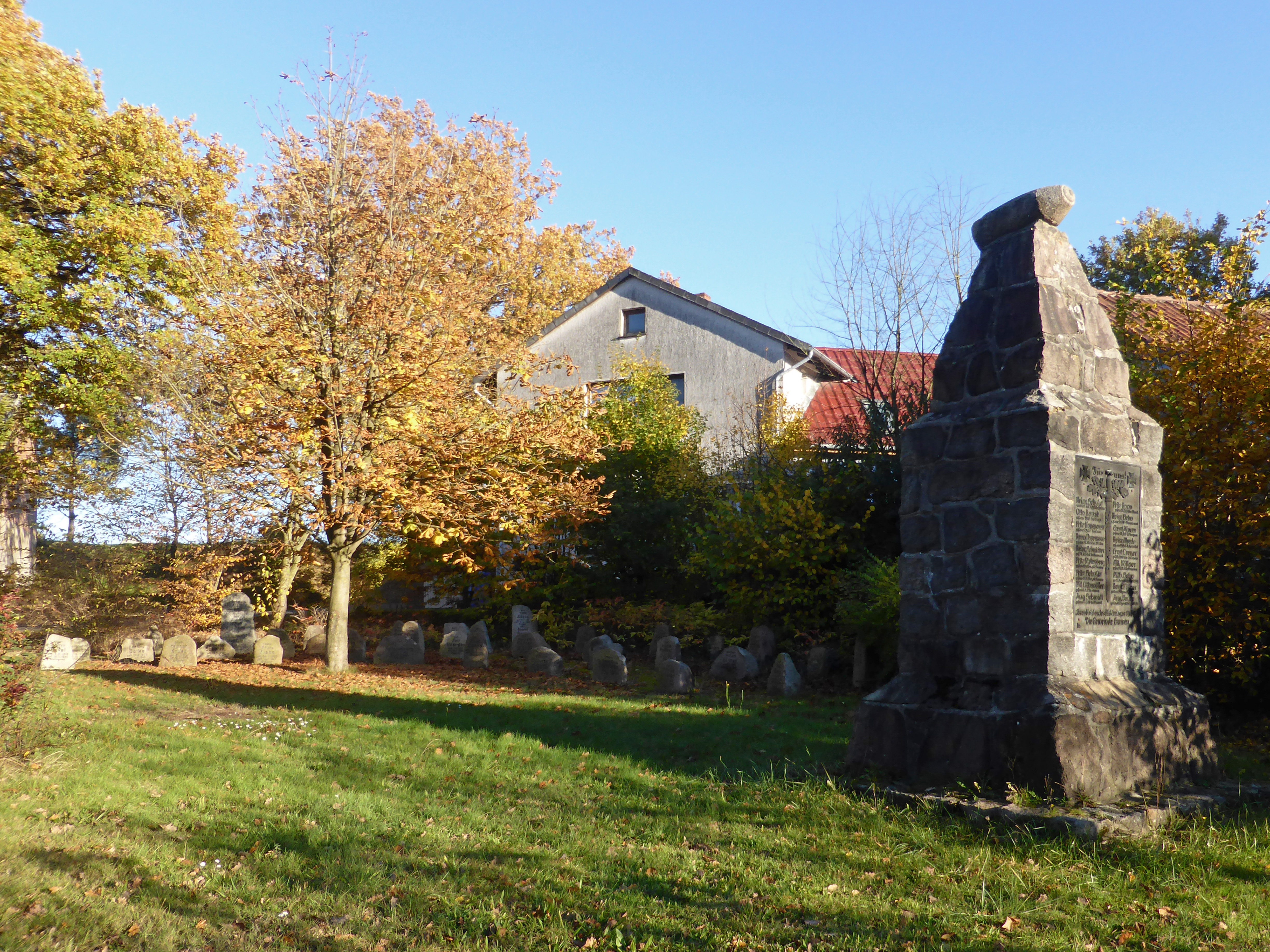
Kriegerdenkmal mit Ehrenhain

Im Denkmalatlas Niedersachsen ist die Rentelmannsche Wassermühle mit dem Mühlenteich und dem Graben als Baudenkmal aufgeführt. 1225 erfolgte die erste bekannte urkundliche Erwähnung. Die Mühle gehörte ursprünglich dem Adelsgeschlecht von dem Knesebeck und wurde 1341 von Ritter Barthold v. d. Knesebeck an das Kloster Isenhagen verkauft.
Ein Gedenkstein erinnert an den 100. Jahrestag der Völkerschlacht bei Leipzig im Jahre 1913. Das Kriegerdenkmal erinnert an die Opfer des Ersten Weltkriegs aus Emmen, den Opfern des Zweiten Weltkriegs wird in einem dahinterliegenden Ehrenhain gedacht.

### Grünflächen und Naherholung
Südlich von Emmen laden Moor- und Waldflächen zum Spaziergang ein, rund zwei Kilometer nördlich von Emmen das Otter-Zentrum zum Besuch.

### Sport
Emmen verfügt über einen Sportplatz und einen Schießstand. Vereinsmitglieder sind im „TV Emmen e.V.“ und in der „Schützengesellschaft Emmen von 1826 e.V.“ organisiert.

### Regelmäßige Veranstaltungen
Das Schützenfest findet am ersten Freitag im Juni statt.

## Wirtschaft und Infrastruktur

### Unternehmen

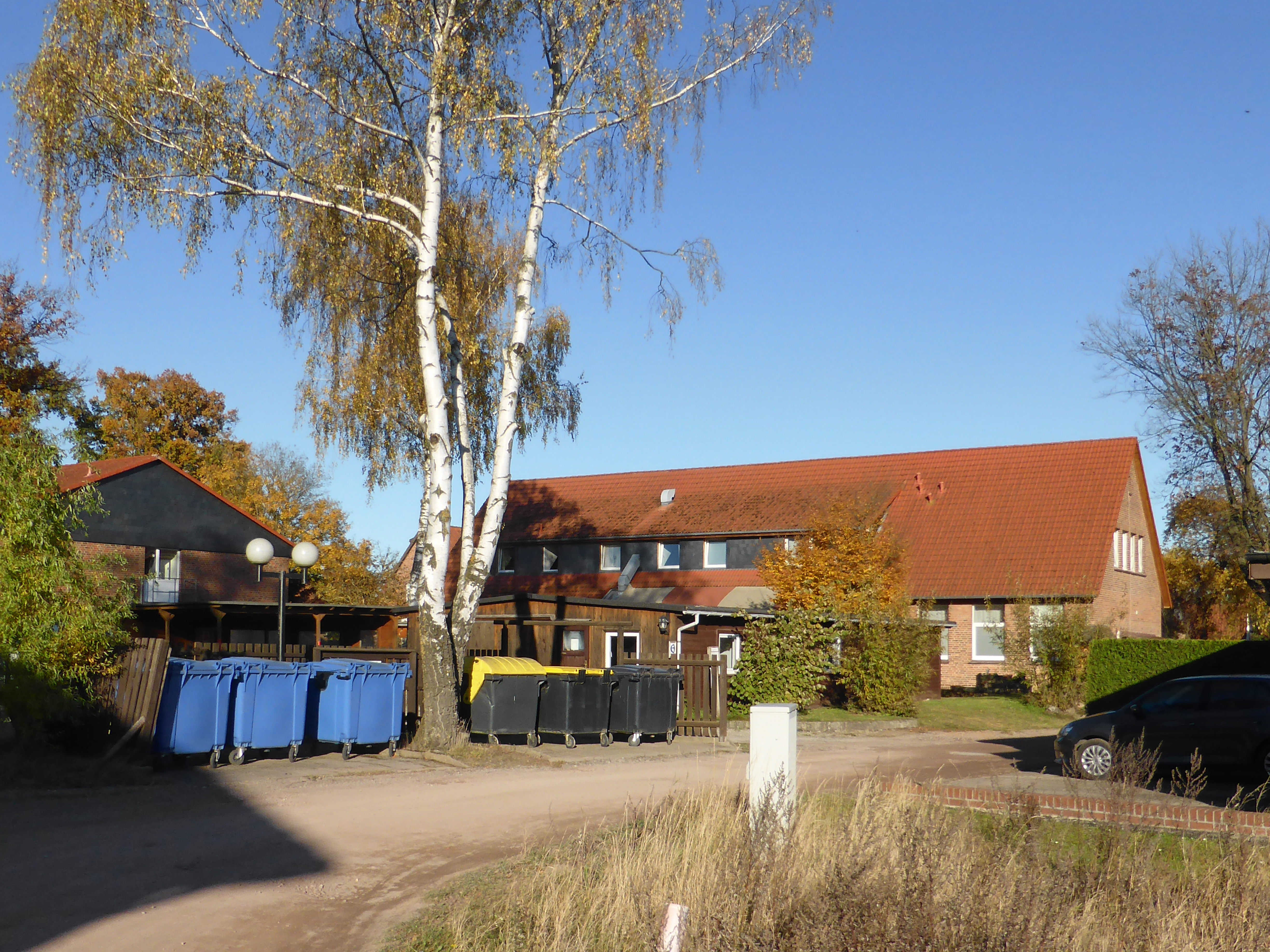
Wohnheim

Die Poststelle II, die dem Postamt Wittingen zugeordnet war, wurde geschlossen. Sie trug nach der Eingemeindung von Emmen nach Hankensbüttel die Bezeichnung „Hankensbüttel 2“. Heute ist in Emmen nur noch ein Postbriefkasten vorhanden.
Das Wohnheim Emmen ist eine Einrichtung zur Rehabilitation alkohol- und/oder medikamentenabhängiger Frauen und Männer. Das Heim wurde im Gebäude der ehemaligen Schule von Emmen eingerichtet und nimmt Personen unabhängig von ihrer Religionszugehörigkeit auf. Träger ist die „Haus Niedersachsen gGmbH Dedelstorf“ mit Sitz in Oerrel, ein Unternehmen der „Freikirche der Siebenten-Tags-Adventisten in Niedersachsen K.d.ö.R.“ und dem „Advent-Wohlfahrtswerkes e.V.“
Gastronomie und Übernachtungsmöglichkeiten bestehen im Gasthaus Pasemann, einer seit 1900 in Familienbesitz befindlichen Gaststätte. Einkaufsmöglichkeiten des täglichen Bedarfs sind heute keine mehr in Emmen zu finden.
In Emmen bestehen mehrere Handwerksbetriebe sowie ein Autohaus der Marke Ford und eine markenungebundene Autowerkstatt.

### Öffentliche Einrichtungen

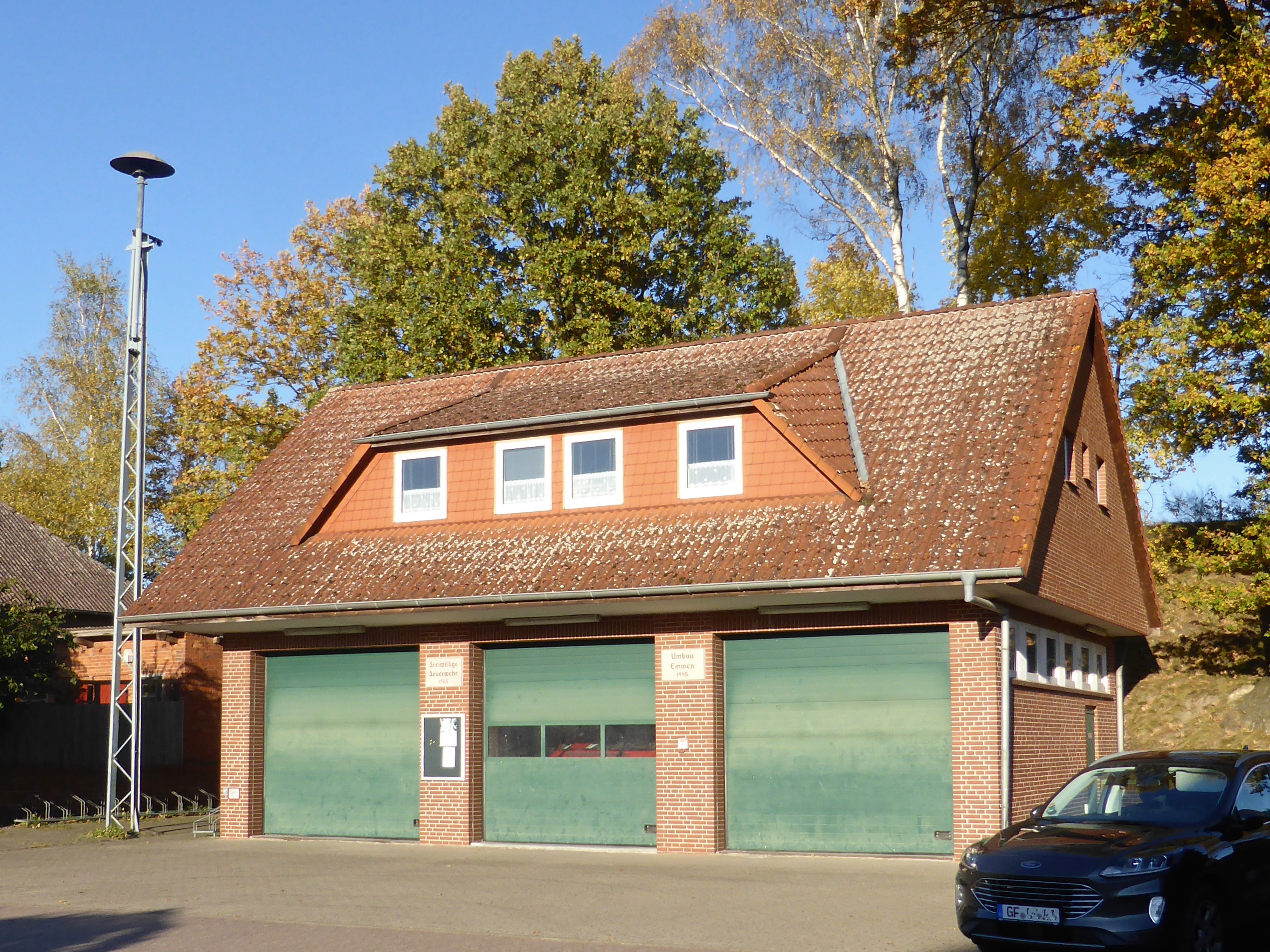
Feuerwehrhaus

Emmen verfügt über ein Feuerwehrhaus aus dem Jahre 1965, das 1995 umgebaut wurde, und den Waldfriedhof mit einer Friedhofskapelle und einem freistehenden Glockenturm. Für Kinder steht ein Spielplatz zur Verfügung.

### Bildung
Die Schule wurde geschlossen, eine Kindertagesstätte ist in Emmen nicht vorhanden.

### Verkehr
Die Kreisstraße 123 führt in Nord-Süd-Richtung durch Emmen. Sie beginnt an der Bundesstraße 244 bei Hankensbüttel und verläuft über Isenhagen nach Emmen, wo sie die Bezeichnung „Emmer Dorfstraße“ trägt, und weiter über Wunderbüttel bis nach Knesebeck, wo sie auf die Landesstraße 286 trifft. Linienbusse fahren von Emmen bis nach Hankensbüttel und Knesebeck.